# Saburō
Saburō (jap. さぶろう, サブロウ) – męskie imię japońskie.

## Możliwa pisownia
Saburō można zapisać, używając wielu różnych znaków kanji i może znaczyć m.in.:
- 三郎, „trzeci syn”[1]
- 三朗, „trzy, jasny”

## Znane osoby
- Saburō Aizawa (三郎), japoński żołnierz
- Saburō Fujiki (三郎), japoński golfista
- Saburō Ienaga (三郎), japoński kontrowersyjny historyk
- Saburō Ishikura (三郎), japoński aktor
- Saburō Kamei (三郎), japoński seiyū
- Saburō Kurusu (三郎), japoński dyplomata
- Saburō Sakai (三郎), japoński pilot II wojny światowej
- Saburō Yokomizo (三郎), japoński lekkoatleta, długodystansowiec

## Fikcyjne postacie
- Saburō Aoyama (三郎) / Goggle Niebieski, bohater serialu tokusatsu Dai Sentai Goggle Five
- Saburō Kato (三郎), bohater anime Space Battleship Yamato
- Mutsumi Saburō (サブロー), postać z mangi i anime Keroro Gunsō